# Pavla Gajdošíková
Pavla Gajdošíková (* 4. Juli 1991 in Zlín, Tschechoslowakei) ist eine tschechische Schauspielerin und Sängerin.

## Leben
Pavla Gajdošíková wurde in Zlín geboren und wuchs in Otrokovice und Bělov auf, wo sie ihre Kindheit verbrachte und künstlerisch zunächst vor allem der Folklore nachging. So war sie Sängerin, zudem spielte sie mehrere Jahre Hackbrett in einer Band und Gitarre. Eher zufällig kam ans Theater, als sie in Zlín für eine Rolle in Fiddler on the Roof vorsprach. Sie ging dann an das Janáče-Konservatorium in Ostrava und bekam dort im Anschluss ein Engagement am Petr-Bezruč-Theater, wo sie für 10 Spielzeiten blieb. Hier spielte sie in mehreren Stücken die Hauptrolle und wurde 2019 mit dem Preis der Theaterkritik ausgezeichnet, sowie für den Cena Thálie („Thalia-Preis“) nominiert. Im Jahr 2020 ging sie an das Divadlo pod Palmovkou in Prag. Sie spielte im Lauf ihrer Karriere auch an anderen Theatern, wie beispielsweise dem Mährisch-Schlesischen Nationaltheater.
Gajdošíková ist auch in Film- und Fernsehgeschäft tätig. So spielte sie unter anderem in Agnieszka Hollands erfolgreicher Serie Burning Bush – Die Helden von Prag mit. Ihren bislang größten Erfolg hatte sie 2021 mit der Hauptrolle der Ema im Film Chyby, wofür sie im folgenden Jahr mit dem Český lev („Böhmischer Löwe“) als Beste Hauptdarstellerin ausgezeichnet.
Sie arbeitet auch als Songschreiberin und singt in der Band Tamala.

## Filmografie
- 2013: Burning Bush – Die Helden von Prag (Hořící keř)
- 2021: Chyby

## Auszeichnungen
- 2022: Český lev – Beste Hauptdarstellerin (in dem Film Chyby)[5]